# The Outlaw's Daughter (film 1954)
Outlaw's Daughter è un film del 1954 diretto da Wesley Barry.
È un western statunitense ambientato nel 1880 con Bill Williams e Jim Davis.

## Produzione
Il film, diretto da Wesley Barry su una sceneggiatura di Samuel Roeca, fu prodotto dallo stesso Barry per la Twentieth Century-Fox tramite la Edward L. Alperson Productions e girato a Kanab, Utah, e a Sedona, Arizona. Il film fu acquistato dalla Twentieth Century-Fox a riprese finite poche settimane prima della distribuzione.

## Distribuzione
Il film fu distribuito negli Stati Uniti dal 1º novembre 1954 al cinema dalla Twentieth Century Fox.
Altre distribuzioni:
- in Svezia il 5 marzo 1956 (Laglös kvinna)
- in Brasile (Bandoleira por Vingança)